# آشلي ماسارو
آشلي ماري ماسارو (بالإنجليزية: Ashley Marie Massaro
)‏ (ولدت في 26 مايو 1979) وهي عارضة أمريكية ومُصارعة محترفة، معروفة بعملها في المصارعة العالمية الترفيهية (دبليو دبليو إي) ومشاركتها في برنامج Survivor: China. التحقت بالدبليو دبيو إي بعد فوزها بمسابقة ديفا سيرتش 2005 بعد منافسة أولية مع فينسيس ديفلز، أحد أعضاء فرقة الإناث الشياطين، آشلي أصبحت مديرة فريق التبادل بول لندن وبراين كندريك.أفضل مبارياتها كانت مباراة بطولة النساء ضد ميلينا بيريز في ريسلمينيا 23 ومباراة البلاي بوي بونيمينيا لومبيرجيل في ريسلمينيا 24.وغادرت الدبليو دبليو إي في منتصف عام 2008.
قبل دخولها الدبليو دبليو إي، كانت آشلي ملكة جمال هاواي (الولايات المتحدة) في 2002 وملكة جمال هاواي (كندا).خلال عملها في الشركة، ظهرت على أغلفة عدة مجلات، ومنها عدد أبريل 2007 من مجلة البلاي بوي.وأُستضيقت في العديد من البرامج التلفويونية والأغاني المصورة.

## في المصارعة
*الضربات القاضية
- - دايفينغ كروس بادي[9]
  - ستارزتراك[3]

*حركات مفضلة
- - هيدسيزورز تيكداون[10]
  - هوريكارنرانا بين
  - مونكي فليب[7]
  - سبير[11]

*مصارعون أدارتهم
- - بول لندن وبراين كندريك

*أغاني الدخول
- - "Be Yourself" من غناء Audioslave[12]
- "Light a Fire" من غناء Nuts in a Blender

## روابط خارجية
- آشلي ماسارو على موقع IMDb (الإنجليزية)
- آشلي ماسارو على موقع ميوزك برينز (الإنجليزية)
- آشلي ماسارو على موقع إن إن دي بي (الإنجليزية)
- آشلي ماسارو على موقع قاعدة بيانات الفيلم (الإنجليزية)
- آشلي ماسارو على موقع WrestlingData.com (الإنجليزية)
- آشلي ماسارو على موقع CageMatch worker (الإنجليزية)
- آشلي ماسارو على موقع قاعدة بيانات المصارعة على الإنترنت (الإنجليزية)
- آشلي ماسارو على موقع عالم المصارعة على الإنترنت (الإنجليزية)
- آشلي ماسارو على موقع عالم المصارعة على الإنترنت (الإنجليزية)